# Burdż al-Maksur
Burdż al-Maksur (arab. برج المكسور) – miejscowość w Syrii, w muhafazie Hims. W 2004 roku liczyła 1579 mieszkańców.